# Rafał Wójcik (piłkarz)
Rafał Wójcik (ur. 1 marca 1978 w Dąbrowie Tarnowskiej) – polski piłkarz, grający na pozycji napastnika, po zakończeniu kariery zawodniczej trener.
Rafał Wójcik rozpoczynał swoją karierę w LZS Żabno. Wiosną 1995 trafił do Wisły Kraków, w której barwach zadebiutował w I lidze – nastąpiło to 24 sierpnia w wygranym 1:0 spotkaniu z Górnikiem Zabrze. Przed sezonem 1998/1999 odszedł do KSZO Ostrowiec Świętokrzyski. Wiosną 2001 występował w Starze Starachowice. Kilka miesięcy później został zawodnikiem Pogoni Staszów, z którą w grudniu 2003 rozwiązał kontrakt. Przed rundą wiosenną sezonu 2003/2004 Wójcik trafił do Korony Kielce. Po awansie zespołu do Ekstraklasy odszedł z klubu i ponownie podpisał umowę z KSZO. W 2008 został zawodnikiem Kolejarza Stróże, w którego barwach rozegrał pięć ligowych meczów.
Po odejściu z Kolejarza Stróże Wójcik został trenerem OKS-u Opatów, następnie prowadził rezerwy KSZO Ostrowiec Świętokrzyski. W styczniu 2010 objął posadę w Orlętach Radzyń Podlaski. Prowadzony przez niego zespół w sezonie 2009/2010 zajął w tabeli III ligi 15. miejsce i spadł o klasę niżej. Rok później uplasował się na pierwszej lokacie, powracając tym samym do trzeciej ligi.
6 lipca 2011 roku Wójcik został trenerem drugoligowego KSZO Ostrowiec Świętokrzyski. Poprowadził zespół w przegranym 0:3 meczu ze Zniczem Pruszków, następnie zrezygnował z posady szkoleniowca.
1 lipca 2013 został szkoleniowcem MKP Pogoń Siedlce 20 sierpnia 2013 został zwolniony z tej funkcji. Od 25 marca 2014 znalazł się w sztabie szkoleniowym Stali Mielec, a następnie od 2 maja do 5 września 2014 był pierwszym trenerem. Trenerem Nadwiślan Góra był w okresie 16 marca – 4 lipca 2016, a następnie objął posadę szkoleniowca Stali Stalowa Wola. W klubie tym pracował do 23 kwietnia 2017. Na początku lipca 2017 dołączył do sztabu szkoleniowego I-ligowej Drutex-Bytovii Bytów, gdzie został II trenerem zespołu.